# Journal of Archaeological Science
Journal of Archaeological Science est une revue scientifique à comité de lecture publiant des articles concernant le développement et l'application de techniques et de méthodes scientifiques à tous les champs de l'archéologie. Le journal est publié depuis 1974 par Academic Press, une maison d'édition du groupe Elsevier.

## Résumés et indexation
Le journal est indexé dans:
- Academic Search
- FRANCIS
- Biological Abstracts
- GeoRef
- GEOBASE
- Scopus
- Anthropological Index Online
- Arts & Humanities Citation Index
- BIOSIS Previews
- Current Contents
- Science Citation Index Expanded
- Social Sciences Citation Index
- The Zoological Record